# کمل مریم
کمل مریم (عربی: كامل مريم؛ زادهٔ ۱۸ اکتبر ۱۹۷۹) بازیکن فوتبال اهل فرانسه است.
از باشگاه‌هایی که در آن بازی کرده‌است می‌توان به باشگاه فوتبال موناکو، باشگاه فوتبال سوشو، باشگاه فوتبال المپیک مارسی، باشگاه فوتبال بوردو، باشگاه فوتبال آریس سالونیک، و باشگاه فوتبال نیس، باشگاه فوتبال آپولون لیماسول و باشگاه فوتبال آریس سالونیک اشاره کرد.
وی همچنین در تیم ملی فوتبال فرانسه بازی کرده‌است.